# Rasa de Coma Furosa
La Rasa de Coma Furosa és un afluent per la dreta de la Rasa de Coll de Port, a la Vall de Lord.
Neix a 1.955 metres d'altitud al vessant est del Tossal de l'Estivella, a uns 725 metres del cim. Des de l'inici agafa la direcció predominant SW-nE que mantindrà durant tot el seu curs fins a desguassar a la Rasa de Coll de Port a 1.417 metres d'altitud, sota mateix de la cruïlla que, des de la carretera LV-4012 (de La Coma a Coll de Port) porta fins a l'estació d'esquí del Port del Comte.

## Territoris que travessa
Fa tot el seu recorregut pel terme municipal de La Coma i la Pedra

## Xarxa hidrogràfica
La Rasa de Coma Furosa no té cap afluent.

## Perfil del seu curs
| Recorregut (en m.) | Altitud (en m.) | Pendent |
| ------------------ | --------------- | ------- |
| 0                  | 1.955           | -       |
| 250                | 1.892           | 25,2%   |
| 500                | 1.802           | 36,0%   |
| 750                | 1.694           | 43,2%   |
| 1.000              | 1.600           | 37,6%   |
| 1.250              | 1.503           | 38,8%   |
| 1.471              | 1.417           | 38,9%   |